# Yellow Jackets de Frankford
Pour les articles homonymes, voir Yellow Jackets et Yellow.
Maillots
Champion 1926
Les Yellow Jackets de Frankford (en anglais : Frankford Yellow Jackets) étaient une franchise de la NFL (National Football League) basée à Frankford, un quartier de Philadelphie.
Cette franchise NFL aujourd'hui disparue fut fondée en 1924 et fut championne de la NFL en 1926. La crise économique obligea la franchise à cesser ses activités le 26 octobre 1931. Deux ans plus tard, les Eagles de Philadelphie sont créés. 

## Saison par saison
| Saison | Vic. | Déf. | Nuls | Classement |
| ------ | ---- | ---- | ---- | ---------- |
| 1924   | 11   | 2    | 1    | 3e         |
| 1925   | 13   | 7    | 0    | 6e         |
| 1926   | 14   | 1    | 1    | 1er        |
| 1927   | 6    | 9    | 3    | 7e         |
| 1928   | 11   | 3    | 2    | 2e         |
| 1929   | 9    | 4    | 5    | 3e         |
| 1930   | 4    | 13   | 1    | 9e         |
| 1931   | 1    | 6    | 1    | 10e        |

## Entraîneurs
- 1924-1926 : Punk Berryman
- 1927 : Guy Chamberlin
- 1927 : Charley Moran, Swede Youngstrom, Charles Rogers, Russell Daugherity et Ed Weir
- 1929-1930 : Bull Behman
- 1930 : George Gibson
- 1930-1931 : Bull Behman